# Coryphasia castaneipedis
Coryphasia castaneipedis là một loài nhện trong họ Salticidae.
Loài này thuộc chi Coryphasia. Coryphasia castaneipedis được Cândido Firmino de Mello-Leitão miêu tả năm 1947.